# Islandia en los Juegos Olímpicos de Vancouver 2010
Islandia estuvo representada en los Juegos Olímpicos de Vancouver 2010 por cuatro deportistas, tres hombres y una mujer, que compitieron en esquí alpino.
El portador de la bandera en la ceremonia de apertura fue el esquiador alpino Björgvin Björgvinsson. El equipo olímpico islandés no obtuvo ninguna medalla en estos Juegos.